# Eatonina vermeuleni
Eatonina vermeuleni is een slakkensoort uit de familie van de Cingulopsidae. De wetenschappelijke naam van de soort werd in 1986 voor het eerst geldig gepubliceerd door Robert Moolenbeek.